# 漫水湾站
漫水湾站（站牌上彝文站名写作ꂸꎲꊅ/map shot wuo）是一个成昆线上的铁路车站，位于四川省凉山彝族自治州冕宁县漫水湾镇，目前为四等站，邮政编码为615608。目前仅办理专用线货运运输。

## 概要

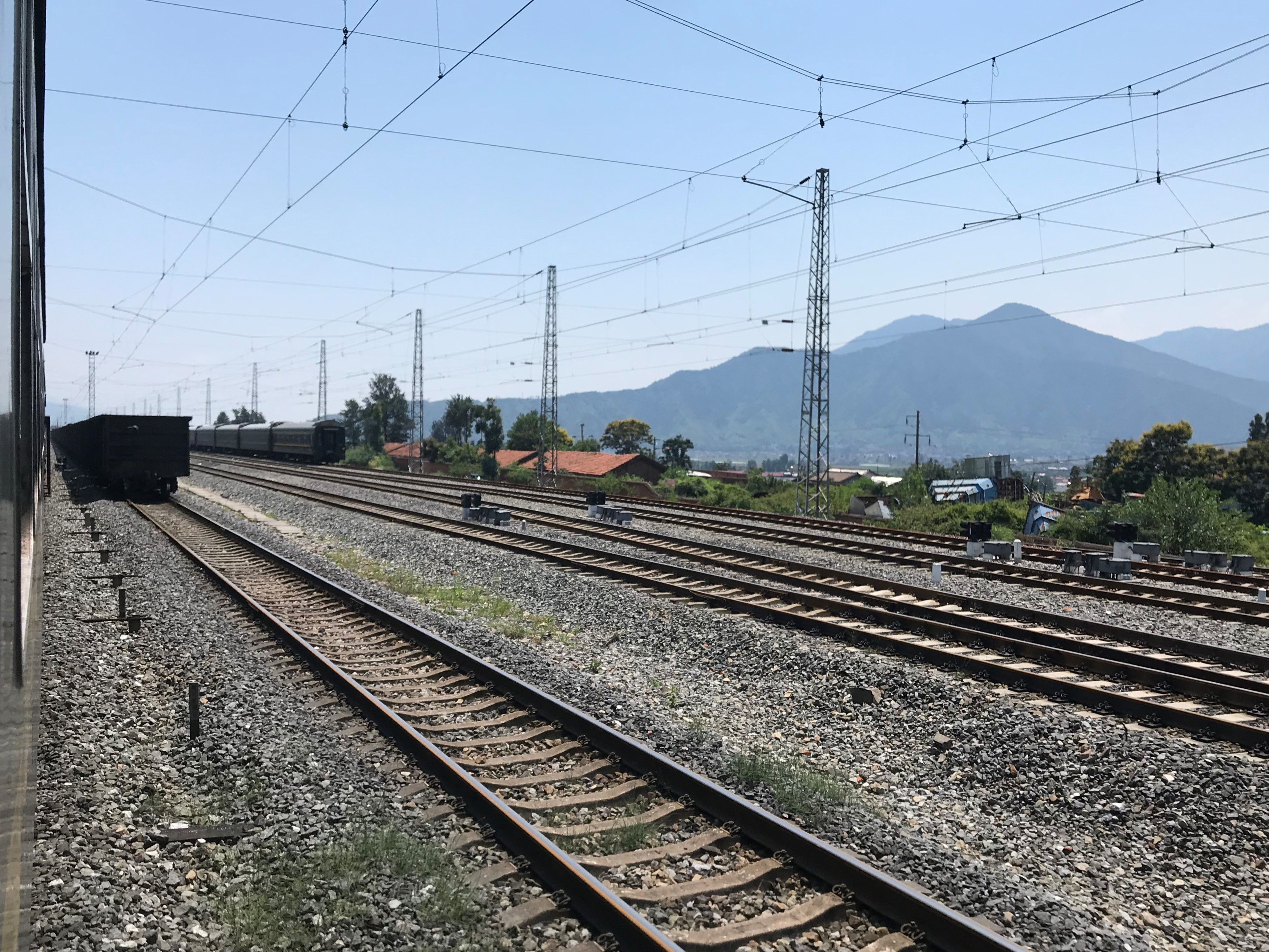
漫水湾站站场

### 历史
漫水湾站建于1970年，当时站内设有5条股道，坡度1‰:496。2005年，车站修建了通往锦屏水电站的专用线。2008年车站停办普通货物到发办理。2011年11月，车站建设站场下穿通道。该地道下穿漫水湾站站场，长48.56米，于2012年1月投入使用。
车站附近设有“成昆烈士陵”，是成昆铁路沿线车站众多埋葬着筑路铁道兵的烈士陵园之一，共设有76座烈士坟。

### 营运状况

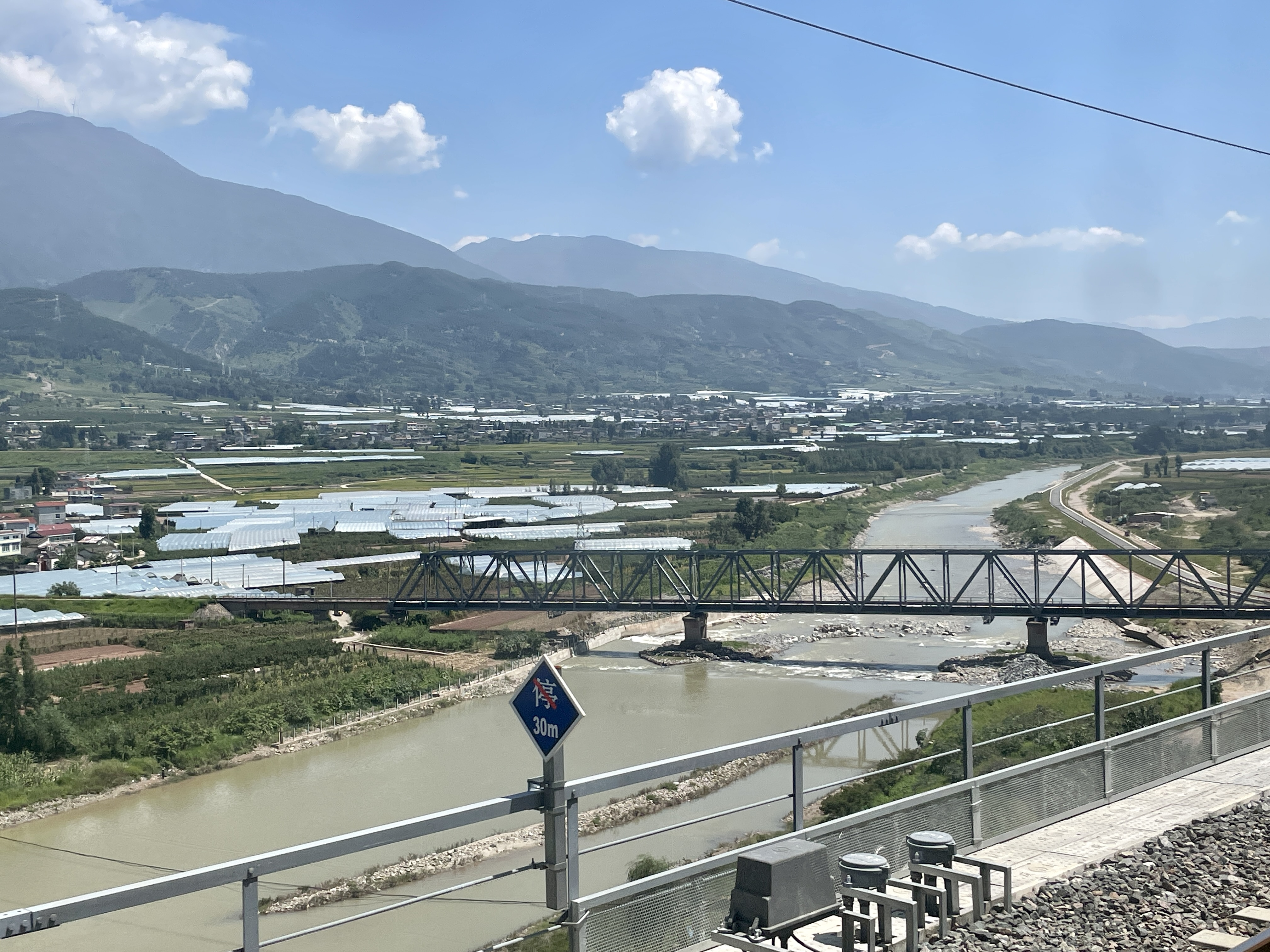
7201专用线

车站设有7201专用线连接西昌卫星发射中心，所有进入发射场的列车都需在漫水湾站调车。西昌铁路公安处在车站设有车站派出所，以确保保密物资的运输安全。在没有发射任务的时候，专用线被用作凉山州职业技术学校铁道线路专业学生的实训基地，在培训学生的同时也使专用线线路得到了维护。
同时车站也供应锦屏水电站的工程物资，是全中国最大的水电工程物资中转站。承担锦屏一级、锦屏二级和官地水电站的物资仓储、中转、物资保障和服务等，物资包括普硅水泥、中热水泥、超细水泥、钢筋、粉煤灰、减水剂（聚羧酸系、萘系）、铜止水、钢纤维、压力钢管厚钢板共九大类物资和电站永久机电设备（包括金属结构）等。这些物资到达转运站后，通过汽车驶经锦屏水电站对外专用公路到达电站。

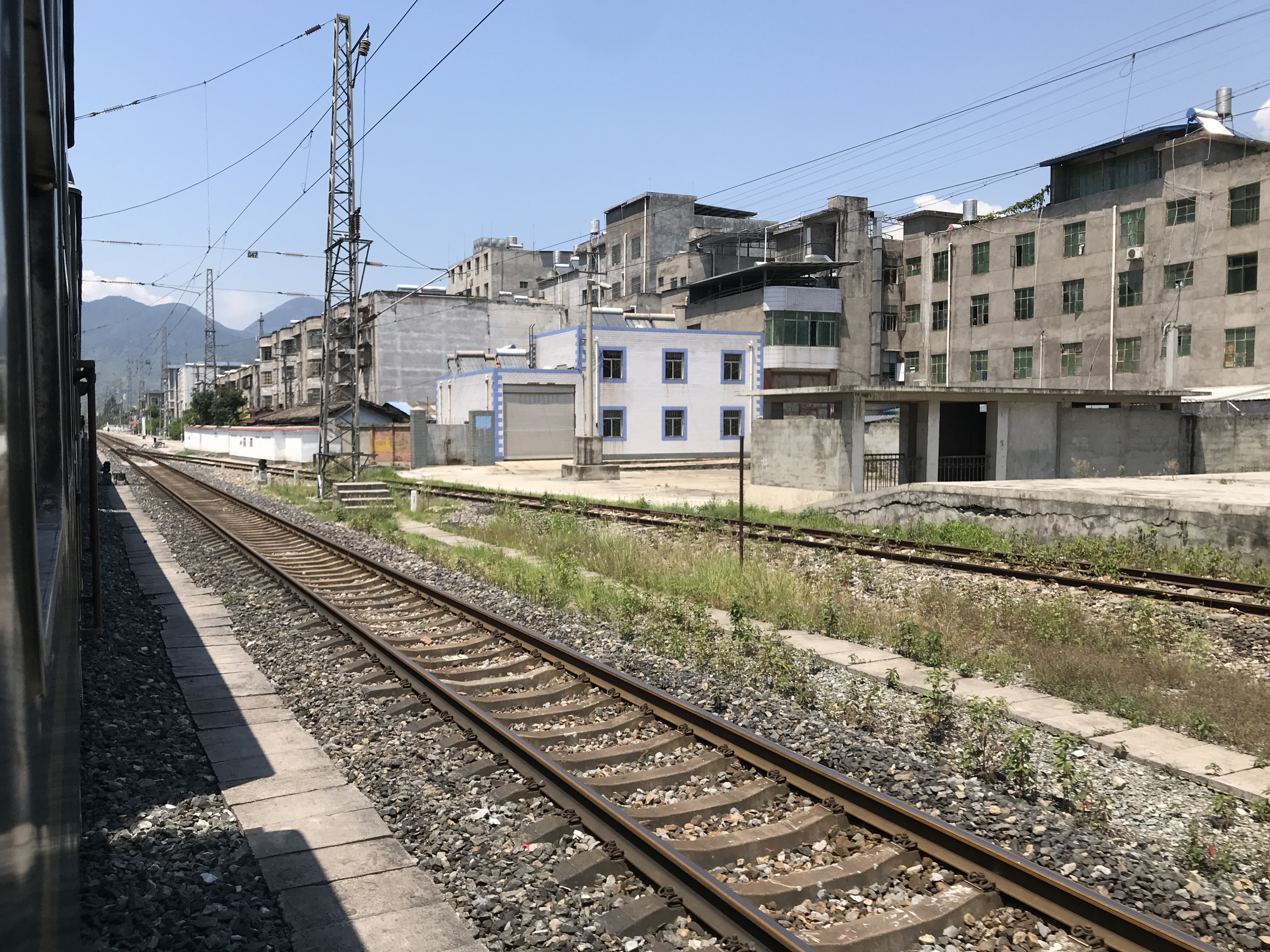
车站货场
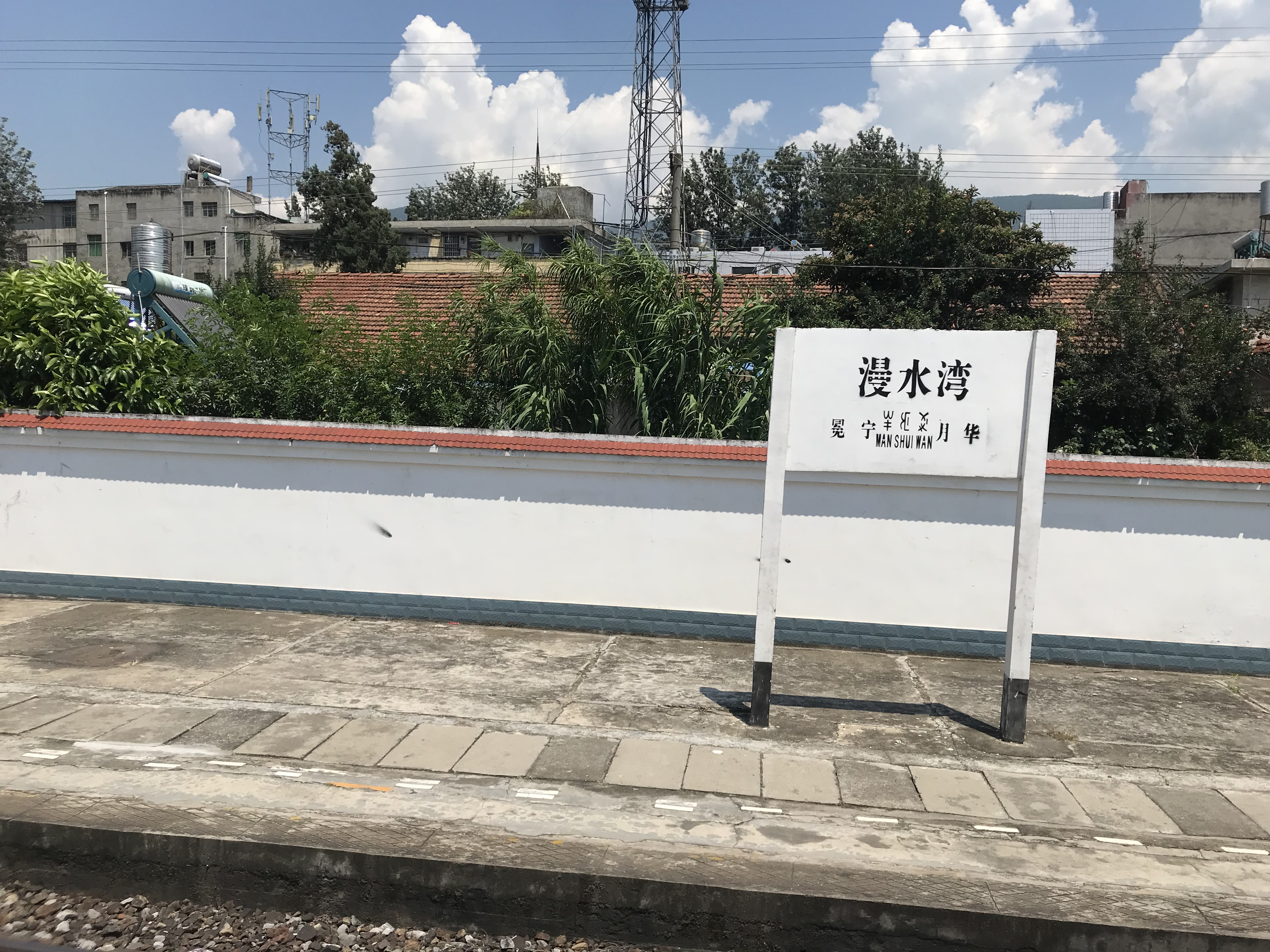
站牌
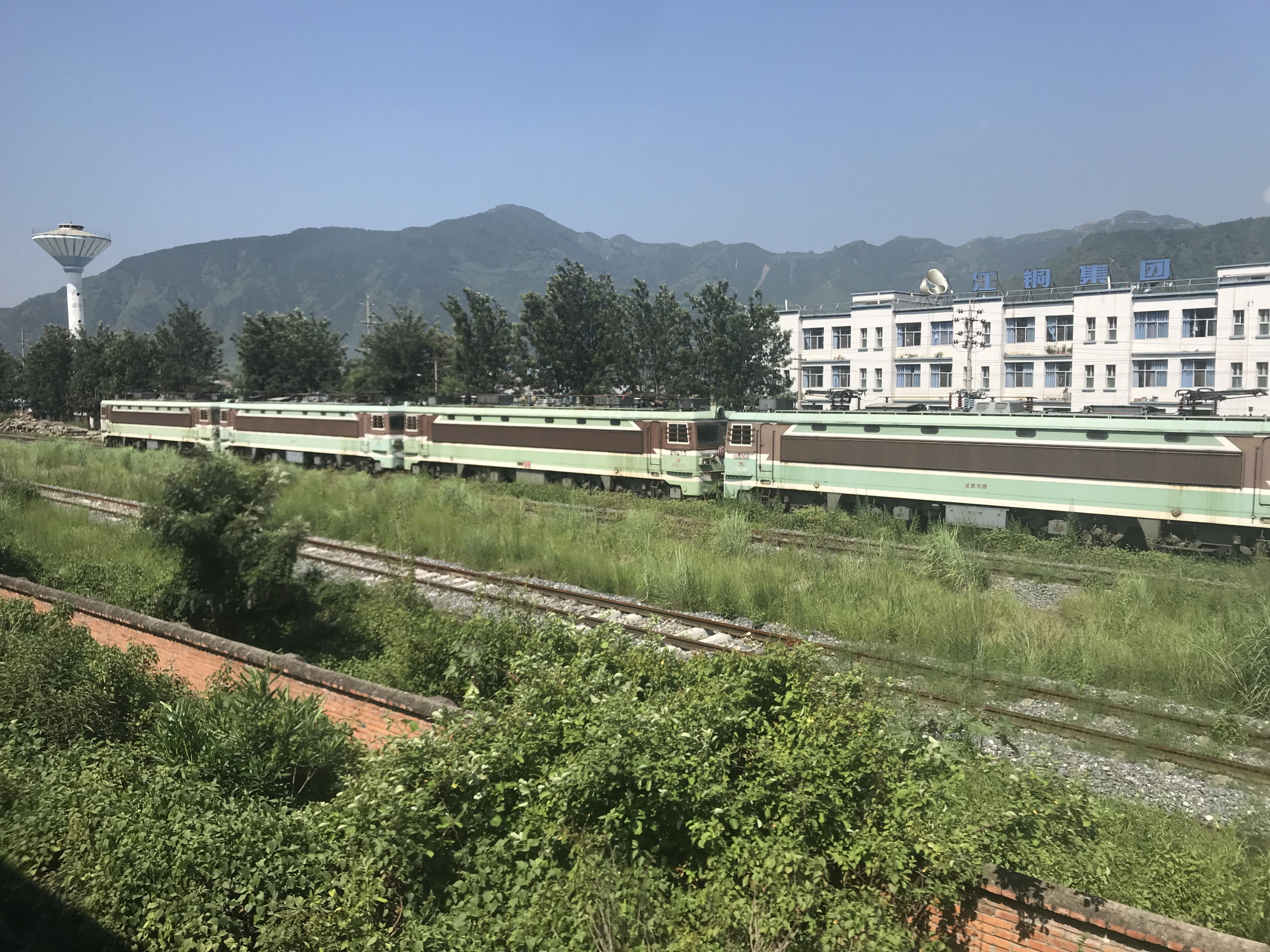
站内封存的韶山3型電力機車
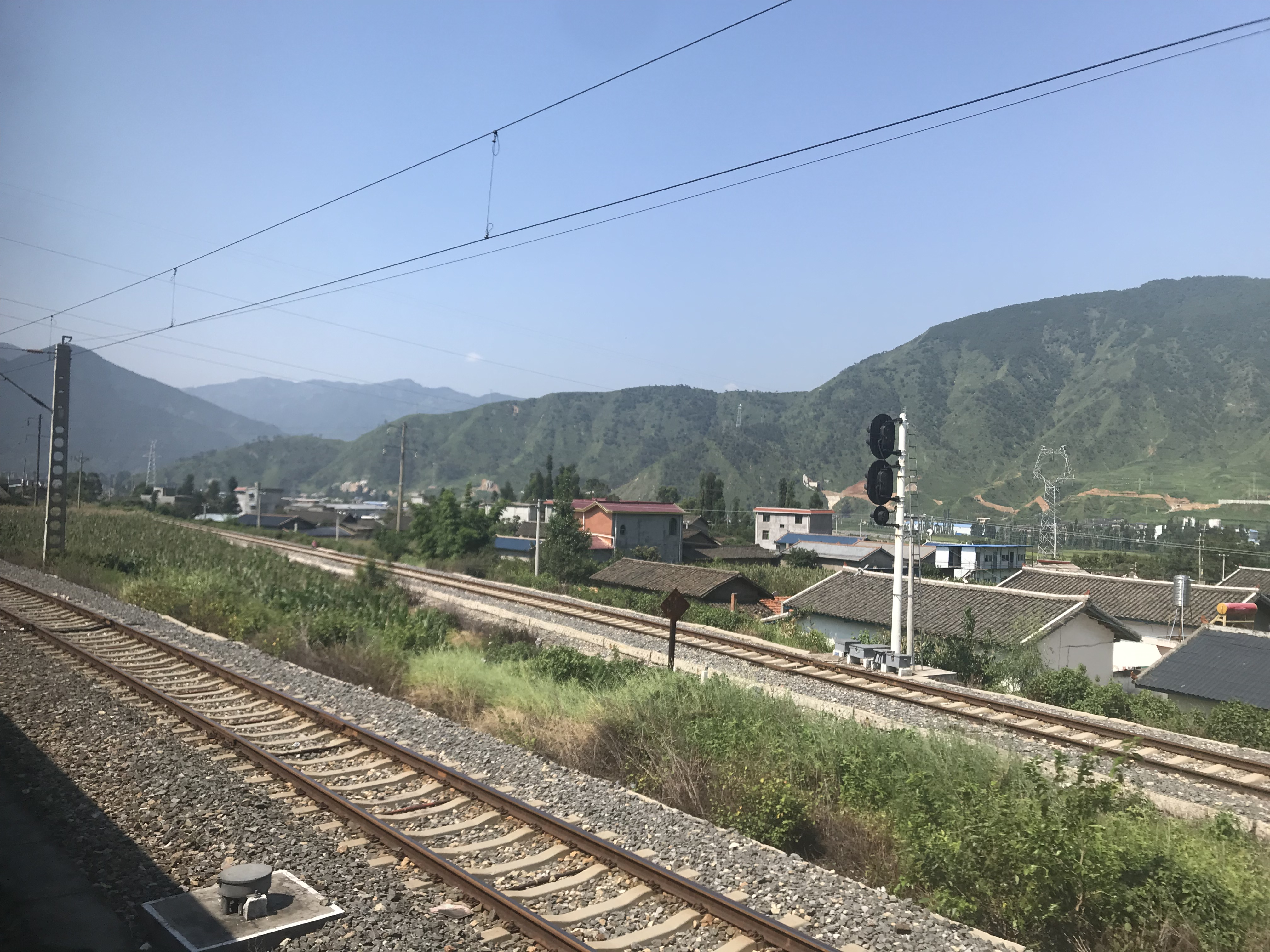
7201专用线出岔
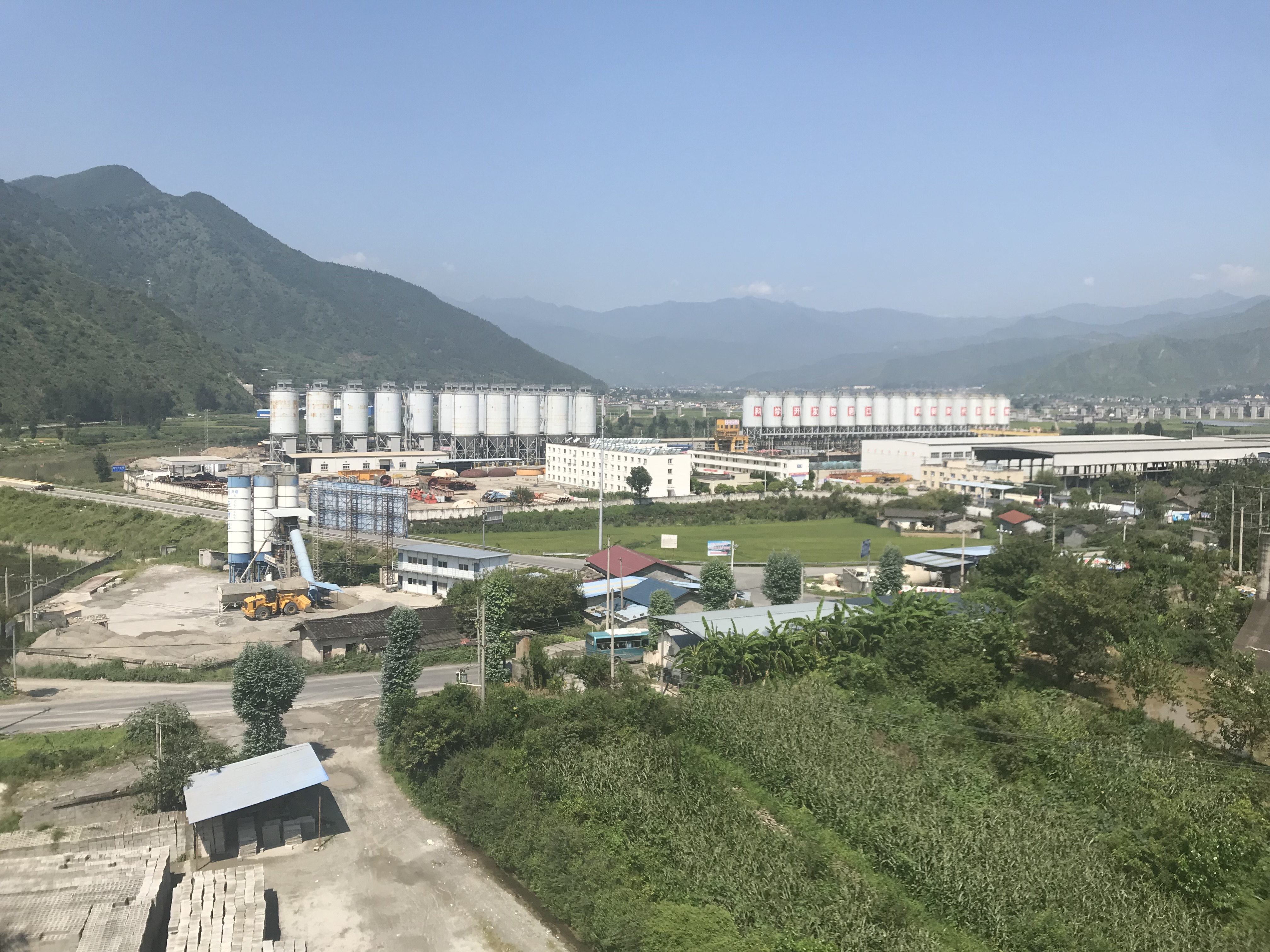
锦屏水电站中转站

## 车站周边
- 西河坝村
- 漫水湾邮政支局